# 黃鳳閣
黃鳳閣，四川人，明朝政治人物。恩贡出身。
崇祯三年，擔任廣東廣州府永安縣知縣（現紫金縣知縣）。后由牟應綬接任。